# Ivan Stodola
Ivan Stodola (Liptovský Mikuláš, 10 marzo 1888 – Piešťany, 26 marzo 1977) è stato uno scrittore, drammaturgo e medico slovacco.

## Biografia
Era figlio di un borghese, maestro conciatore e di un'insegnante. Frequentò le scuole nella città natale, poi a Prešov e a Kežmarok. Si iscrisse alla facoltà di medicina all'università di Budapest, successivamente si trasferì all'Università di Berlino, dove si laureò nel 1912.
Esercitò come medico a Liptovský Mikuláš; durante la Prima guerra mondiale prestò servizio come medico militare; dopo la guerra tornò a Liptovský Mikuláš. Nel 1933 divenne ispettore regionale della sanità, dal 1938 al 1939 lavorò presso il Ministero della Salute a Praga, dal 1951   lavorò a Bratislava presso l'Istituto medico statale. Come funzionario della Lega contro la tubercolosi divenne un pioniere della prevenzione sanitaria in Slovacchia. Dal 1925 al 1944 fu direttore della rivista Boj o zdravie ("Lotta per la salute"). Nel 1946 ottenne il posto di docente di patologia sociale.
Nel 1951, il regime comunista lo arrestò illegalmente. Dopo più di un anno di indagini condotte con metodi duri e brutali, fu condannato a otto anni di prigione per presunto sabotaggio e alla confisca di tutte le sue proprietà. Fu rilasciato dopo due anni, che trascorse in molte prigioni in tutta la Cecoslovacchia. Ha descritto quest'esperienza nel libro autobiografico Smutné časy, smutný dom ("Tempi tristi, casa triste").
Dopo essere stato rilasciato, si trasferì a Piešťany, dove visse come pensionato dopo il 1954. Nel 1967 lo Stato gli riconobbe il titolo di artista nazionale.

## Attività
Durante l'infanzia e durante gli studi crebbe in un ambiente culturale in cui spesso si incontravano il teatro amatoriale e canto corale, ciò ebbe influsso sul suo rapporto con la letteratura e in seguito sulla sua opera. Scrisse soprattutto opere teatrali: commedie, tragedie e drammi storici romantici. I suoi ampi libri di memorie riportano una narrazione autobiografica sulla vita e sugli eventi sociali. Le sue opere sono state spesso presentate in teatro a Praga o all'estero, ma sono state anche oggetto di trasmissioni radiofoniche e film per la televisione.

## Opera

### Commedie
- 1925 – Voľby (uscito in forma di libro nel 1926)
- 1925 – Daňové pokonávanie (uscito in forma di libro nel 1926)
- 1926 – Náš pán minister
- 1929 – Čaj u pána senátora
- 1931 – Jožko Púčik a jeho kariéra
- 1933 – Cigánča
- 1941 – Keď jubilant plače
- 1943 – Mravci a svrčkovia
- 1944 – Komédia

### Tragedie
- 1928 – Bačova žena

### Drammi storici e romantici
- 1931 – Kráľ Svätopluk
- 1938 – Veľkomožní páni
- 1941 – Marína Havranová (uscito in forma di libro nel 1942)
- 1946 – Básnik a smrť (successivamente rivisto e pubblicato dall'autore nel 1974 con il titolo Zahučali hory)
- 1948 – Ján Pankrác
- 1958 – Pre sto toliarov

### Altre opere drammatiche
- 1928 – Belasý encián (uscito in forma di libro nel 1931)
- 1930 – Posledná symfónia
- 1935 – Bankinghouse Khuvich and Comp.

### Opere memorialistiche e autobiografiche
- 1947 – Bolo, ako bolo
- 1968 – Náš strýko Aurel
- 1969 – Smutné časy, smutný dom
- 1972 – Z každého rožka troška
- 1977 – V šľapajach Hippokrata

### Opuscoli
- 1933 – Z našej minulosti
- 1947 – Štvrťstoročné Železnô
- 1965 – Bolo ako bolo